# Шкофјелошки партизански одред
Шкофјелошки народноослободилачки партизански (НОП) одред је био партизанска јединица у саставу Народноослободилачке војске и партизанских одреда Југославије током Другог светског рата у Словенији.

## Историјат
Формиран је у августу 1944. од јединица бившег Горењског НОПО. Дејствовао је на подручју северног дела Полхограјских доломита, Пољанске и Селшке долине. Приликом формирања имао је два батаљона, вод за везу и заштитни вод (укупно 273 борца). Изводио је у наведеном подручју диверзантске акције на комуникацијама и препаде на непријатељска
упоришта. Мада потчињен непосредно Штабу 9. корпуса, Одред је, најчешће, сарађивао с јединицама 31. дивизије у нападима на немачка и квислиншка упоришта у Горењском (Пољане – 20. октобра, Железники – 19. новембра, Горења Вас – 18. децембар 1944, Свети Криж – 10. марта 1945) и у спречавању продора непријата из Шкофје Локе и Пољанске долине према ослобођеној територији у источном делу Словенског приморја. Посебно се истакао у дванаестодневним борбама, фебруара 1945, кад је спречио продор јаких непријатељских снага у болницу Фрања и у Церкно. У последњој немачкој офанзиви против снага 9. корпуса, у другој половини марта и почетком априла 1945, Одред је претрпео веће губитке. Учествовао је у завршним операцијама за ослобођење Словеначког приморја; 29. априла 1945. пробио се као претходница 9. корпуса у предграђа Горице, а 1. и 2. маја, заједно са бригадом Франце Прешерн очистио је град од четника.